# Rădești, Olt
Rădești este un sat în comuna Oporelu din județul Olt, Muntenia, România.

## Personalități
- Nicolae Teodoreanu (1889 - 1977), medic veterinar, membru corespondent al Academiei Române.

 Acest articol despre o localitate din județul Olt este deocamdată un ciot. Puteți ajuta Wikipedia prin completarea lui.

Sat de o frumusețe rară cu păduri verzi de foioase, străbătut de râul Cungrea și cu celebrul copac,Tecul de la Ionicesti.